# Shelby American

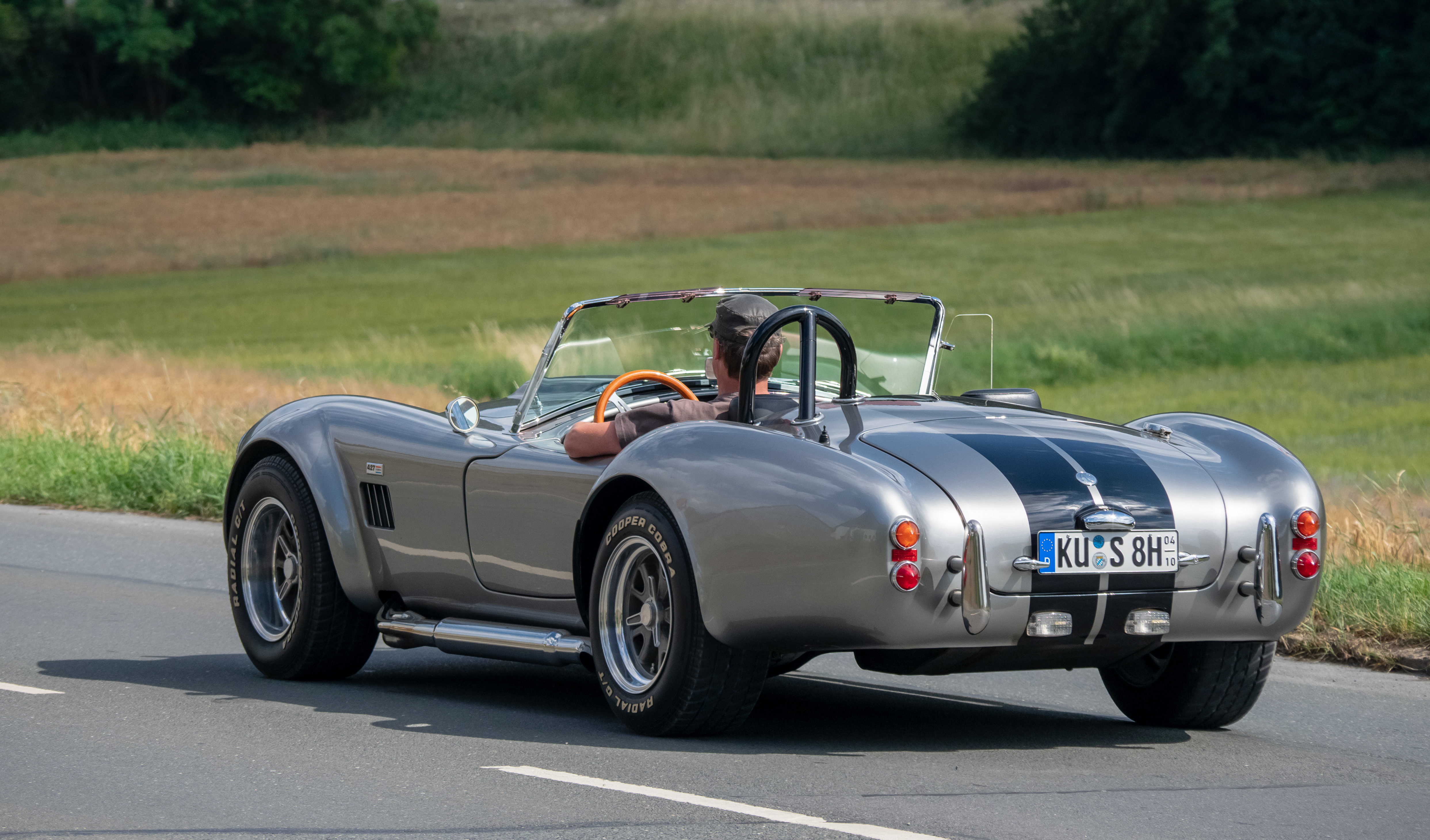
1966 Shelby 427 S-C Cobra

A Shelby American, Inc. egy amerikai, nagy teljesítményű autógyártó cég, amelyet Carroll Shelby versenyző alapított. A Shelby American név több jogilag különböző vállalatot is használt, amelyeket Shelby alapított, mióta az eredeti műhelye 1962-ben megkezdte működését a kaliforniai Venice-ben. Az aktuális verzió teljes mértékben Carroll Shelby International, Inc. (tőzsdepiac: CSBI) leányvállalata, egy 2003-ban alapított holdingtársaság. Carroll Shelby International másik teljes mértékben tulajdonolt leányvállalata a Carroll Shelby Licensing, amely a Shelby név és védjegyek licencelésével foglalkozik más cégek számára (beleértve a Shelby American-t is). A Shelby American volt Nevada állam első autógyártója. A Shelby American komponens autókat gyárt, többek között a kis- és nagyméretű AC Cobra replikákat, a Shelby GT350-et és a GT500 Super Snake-t. 2005 óta a Shelby American minden évben új modelleket dobott piacra.

## Története

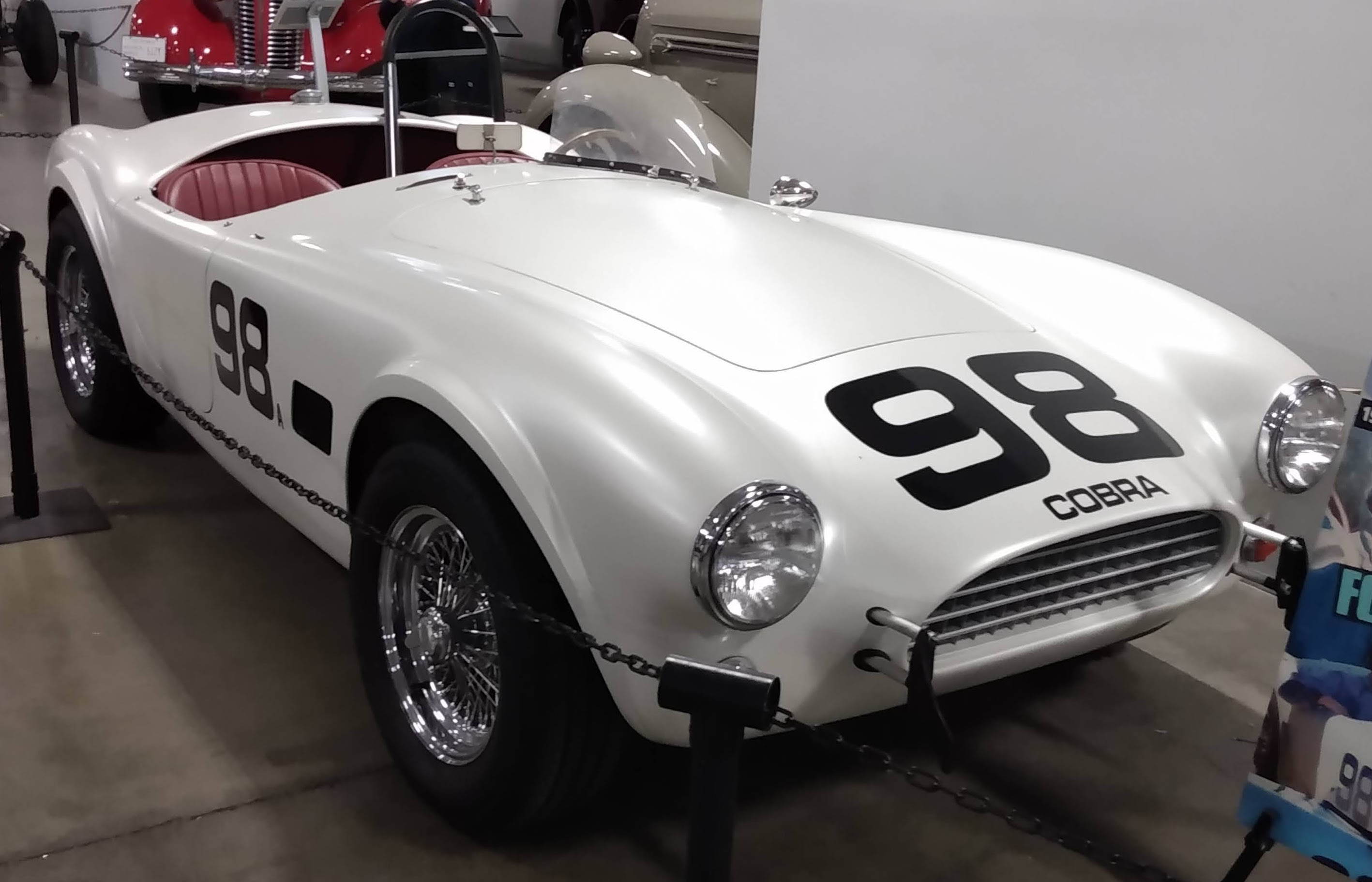
1963 Shelby Cobra Replica

1957-ben Carroll Shelby autóversenyző sportautó-kereskedést nyitott Dallasban, Dick Hall-lal együtt, ahol Maseratikat árultak az amerikai délnyugati régióban. Maseratikat indítottak az 1957-es SCCA Nemzeti Sportautó Bajnokságon, miközben az Atlanti-óceánon túl Brian Lister Lister Motor Companyja versenysikereket aratott, miután Jaguar XK motorokat építettek a sportautóikba. Shelby és Hall találkoztak Listerrel Angliában, azzal az ötlettel, hogy egy Chevrolet kis blokkos motort építenek a Lister karosszériába. Visszatértek Dallasba hat autóval, melyek közül ötöt eladtak, a hatodikba pedig beépítették a Chevrolet motort, amit Hall indított az SCCA Nemzeti Bajnokságon. Ez volt Shelby első tapasztalata amerikai V8-as motor brit sportautó karosszériába való beépítésében.
Gary Laughlin olajfúró és amatőr versenyző pénzügyi támogatásával 1959-ben Hall és Shelby megkeresték a General Motorst azzal az ötlettel, hogy új sportautót hozzanak létre a Chevrolet Corvette alvázával és motorjával, de olyan alumínium karosszériával, amely jóval könnyebb, mint a gyárilag készült Corvette, így egy versenyképes sportautót alkothatnak az SCCA versenyekhez. Három autót szállítottak, amelyeket a Carrozzeria Scaglietti tervei alapján új karosszériával szereltek fel, de az első három autó után a GM vezetői elutasították a további gördülő alvázak értékesítését, mivel attól tartottak, hogy a "Scaglietti Corvettes" versenyezni fog a GM saját autóival az eladásokért.
Shelby a késői 1950-es években folytatta a sportautó-versenyzést, 1958-ban és 1959-ben Formula–1-es versenyeken indult az Aston Martin csapatával, megnyerte az 1959-es 24 órás Le Mans-i versenyt és az 1960-as USAC Road Racing Championship-et, de az 1960-as szezon után kénytelen volt visszavonulni, mivel a szívproblémái miatt, amelyek egy veleszületett szívhiba következményei voltak, nem tudott tovább versenyezni.

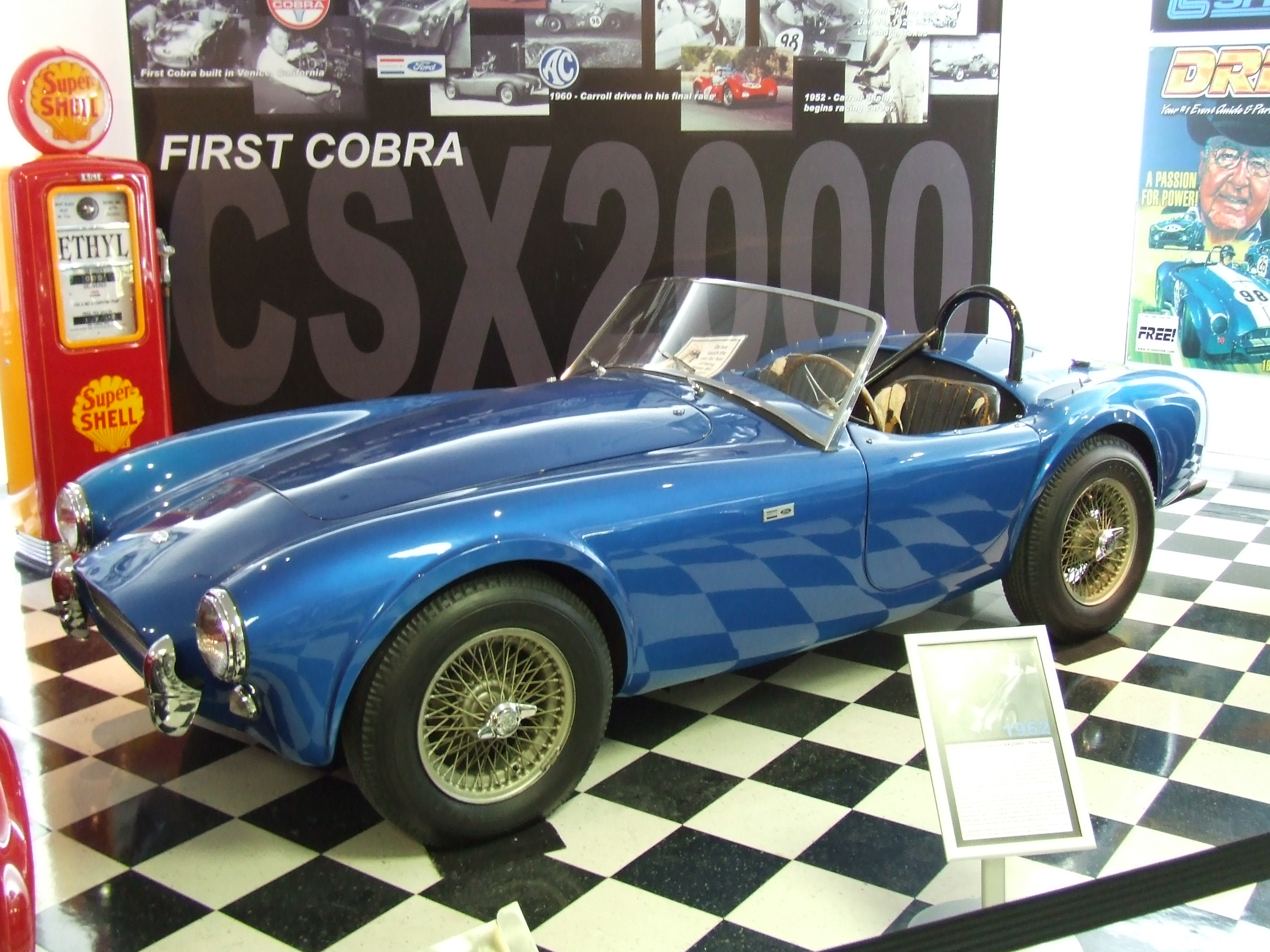
Shelby AC Cobra, CSX2000

1961-ben Shelby megalapította a Shelby School of High Performance Driving-ot a Riverside International Raceway-en Los Angeles közelében, ahol Pete Brockot alkalmazta tanárnak, és Goodyear gumik, valamint Champion gyújtógyertyák forgalmazójává vált. Térbérletet biztosított számára Dean Moon Santa Fe Springs-i műhelye, Kaliforniában.
Shelby több európai autógyártóval is kapcsolatba lépett, hogy megállapodjon egy amerikai V8-as motor beépítéséről egy európai sportautó karosszériába, de mindegyik gyártó elutasította őt, egészen 1961 szeptemberéig, amikor az AC Cars Angliából pozitívan válaszolt. Miután a Bristol Aeroplane Company összeolvadt az English Electric és a Vickers cégekkel, és megalakították a British Aircraft Corporation-t, a frissen kivált Bristol Cars megszüntette a hat hengeres motorjainak gyártását, amelyeket az AC az Ace sportautóikban használt. Mivel új motorokra volt szükségük, megállapodtak Shelbyvel: a karosszériáikat a Thames Ditton-i műhelyükből Shelby Kaliforniába szállítja, hogy beépítse az amerikai V8-as motort, ha talál megfelelőt. Shelby visszament a GM-hez, hogy Chevrolet V8-as motorokat kérjen, de ismét elutasították, mivel attól tartottak, hogy egy Chevrolet-motoros európai sportautó versenyezni fog a Corvette-tel. Ekkor fordult a Fordhoz, akik az év végén új "kis blokkos" V8-as motort adtak ki.
1961 novemberében a Ford két darab "Windsor" V8-as motort szállított Moon műhelyébe, és az AC első karosszériája 1962 februárjában érkezett meg. Shelby és Moon beépítették a V8-as motort és egy Borg-Warner T-10-es váltót az AC karosszériába, létrehozva az első autót, amit Shelby "Cobra"-nak nevezett.
A gyártás bővítéséhez Shelby saját létesítményt keresett. Véletlenül Lance Reventlow bérleti szerződése lejárt a Venice-i Los Angelesben található műhelyében, ahol Scarab versenyautókat készítettek. Shelby áprilisban bérbe vette az épületet, és megalapította új vállalatát: a Shelby American, Inc.-t. Phil Remington, a Scarab főmérnöke azonnal Shelby alkalmazásába került, hogy folytassa a Cobra fejlesztését.

### Motorsports — Cobra, Daytonaés Ford GT40

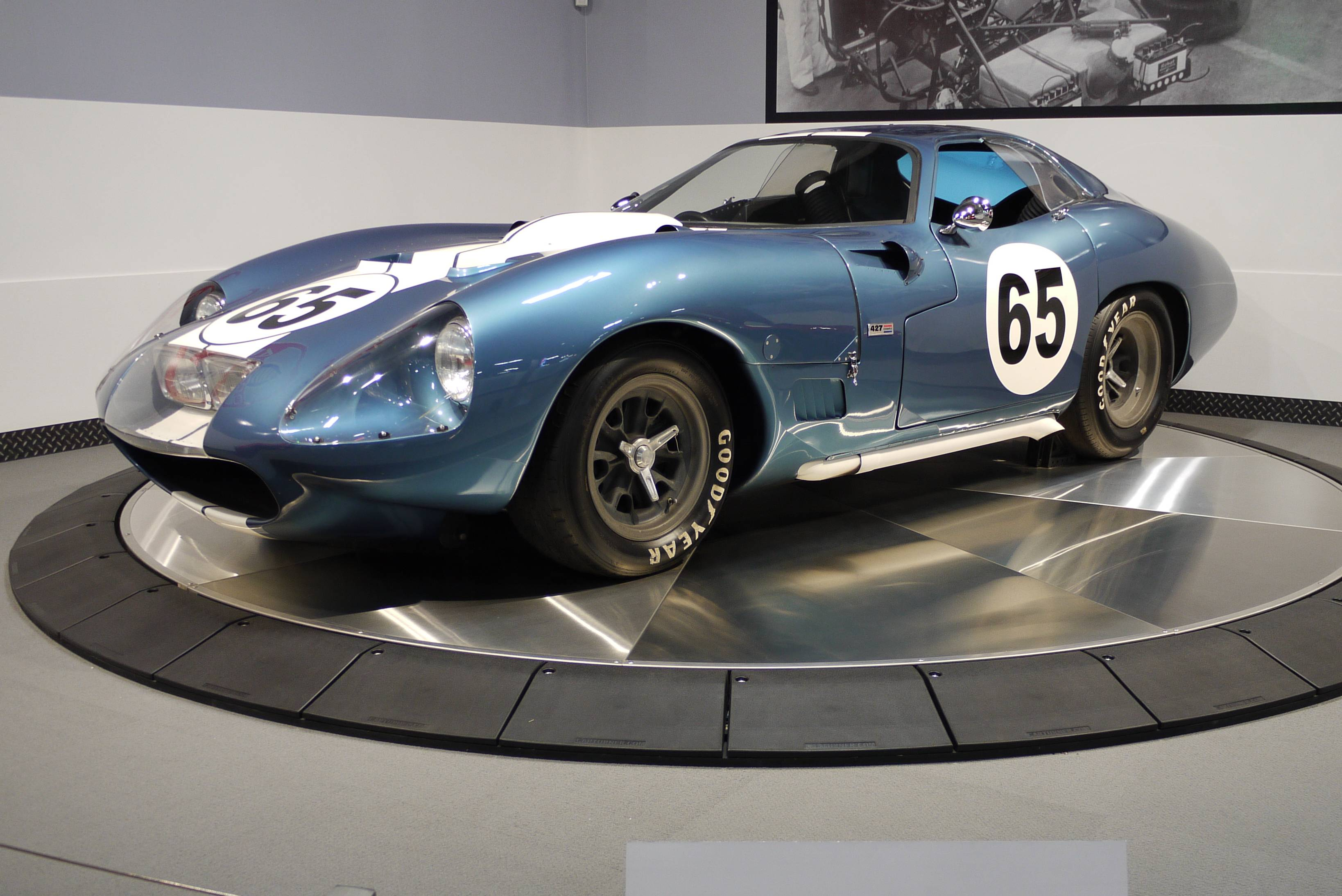
1965 Shelby Daytona Super Coupe

A Shelby American 1962 őszén kezdte meg a Cobra versenyeztetését, amikor Bill Krause-t indították a háromórás állóképességi versenyen a Los Angeles Times Grand Prix-en, 1962. október 13-án. Krause végül nem fejezte be a versenyt, mivel eltört egy tengely, de az autó rendkívül versenyképes volt a korabeli Corvette Sting Ray Z06-tal, amely szintén a verseny debutálásával indult.
1963-ban a Cobrák uralták az SCCA Egyesült Államok Road Racing Championshipet, de a FIA Világ Sportautó Bajnokságában kevésbé voltak sikeresek. A Cobra nyitott tetejű karosszériája egyszerűen nem volt elég aerodinamikus ahhoz, hogy elérje a keménytetős kupé versenytársak által elérhető magasabb végsebességet, különösen a Ferrari 250 GTO-t. Az 1964-es szezonra Shelby Pete Brockot kérte fel, hogy tervezzen egy új aerodinamikai karosszériát a Cobra alvázához, amely lehetővé tette volna az autó számára, hogy meghaladja a 190 mph sebességet. Az új autót "Daytona"-nak nevezték el, a Daytona International Speedway-en tartott első versenyére utalva. A Shelby American csak egy Daytona kupét készített el; a többi öt autót, amelyet az 1964-es Világ Sportautó Bajnokságra készítettek, a Carrozzeria Gransport fejezte be Modenában, Olaszországban.
A Shelby American Daytona-t Dan Gurney és Bob Bondurant vezették, és az autó az 1964-es 24 órás Le Mans-i versenyen az GT kategóriában első, összesítésben pedig negyedik helyezést ért el, csak a Ferrari 275 P és 330 P prototípusok előzték meg. A Ford Motor Company új prototípusa, a GT40 nem szerepelt jól; a három induló autó közül egyik sem ért célba. Az 1964-es Bahamas Speed Week után, amely lezárta az évadot, a Ford átadta a GT40 program irányítását a Shelby American-nek, Carroll Shelby régi társától, John Wyer-től (aki az Aston Martin versenyprogramját irányította, amikor Shelby megnyerte a Le Mans-t 1959-ben).

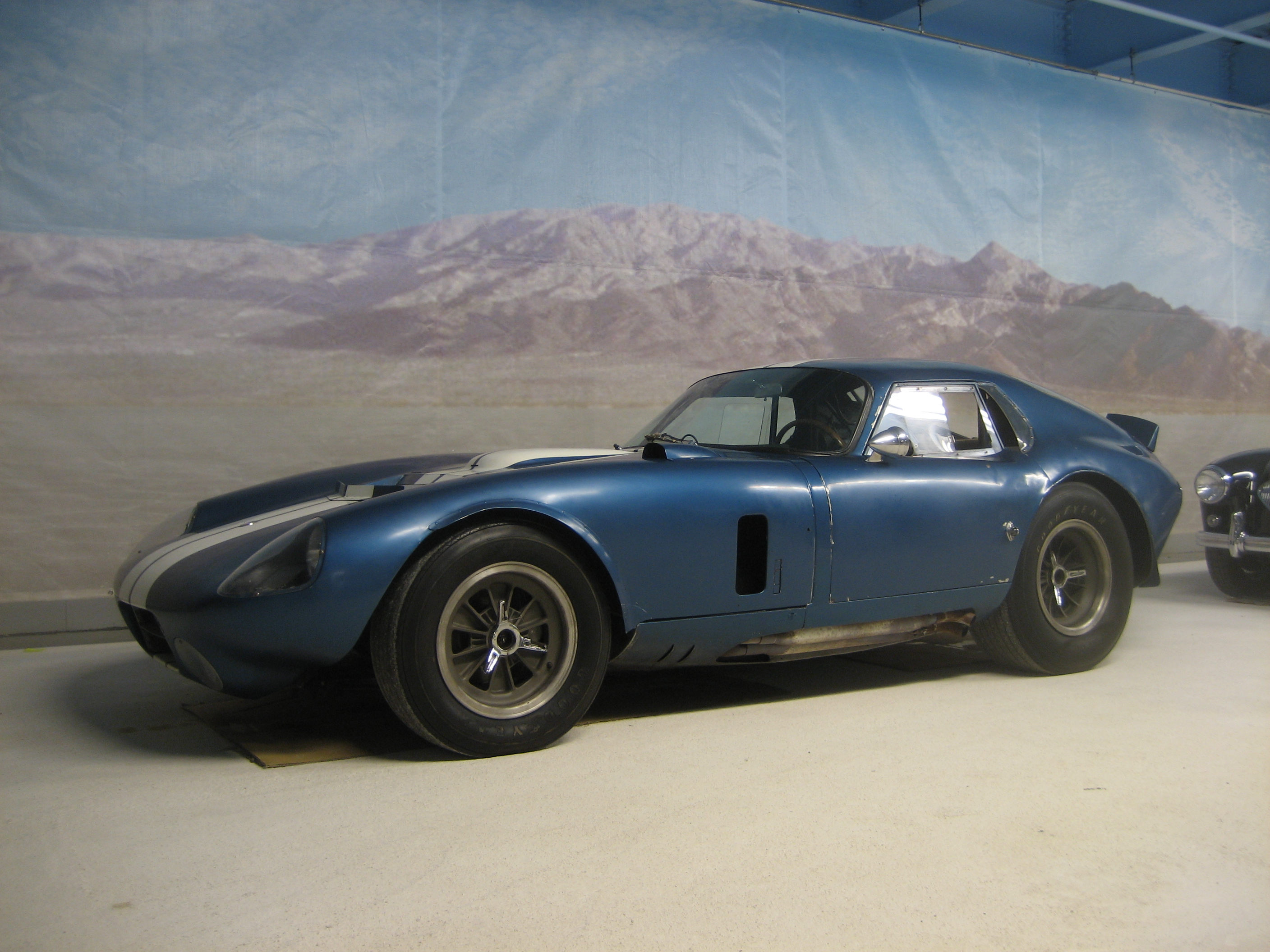
Shelby Cobra Daytona Coupe (Simeone)

Shelby irányítása alatt a GT40-et vezető Lloyd Ruby és Ken Miles megnyerték az 1965-ös szezon első versenyét Daytona-ban, és Miles és Bruce McLaren első helyezést értek el a prototípus kategóriában, valamint második helyezést összesítésben a következő versenyen Sebringben. Azonban a GT40 program összességében csalódást okozott, mivel ismét nem tudott célba érni Le Mans-ban. Ezzel szemben a Shelby Daytona kupé nagy sikereket aratott, és megnyerte a GT Division III kategóriát a Daytona, Sebring, Monza és Nürburgring versenyek osztálygyőzelmeinek köszönhetően. Shelby az 1965-ös szezonban az International Championship for GT Manufacturers bajnoki címet nyerte a Shelby Daytona autóval, így ő lett az első amerikai gyártó, aki nemzetközi színtéren, az FIA Világbajnokságon címet nyert.
A Shelby American együtt dolgozott a Forddal a GT40 áttervezésén a '66-os szezonra, a 289 köbci (4.7 L) motor helyett a Ford nagyobb, erősebb 427 köbci (7.0 L) motorját beépítve. A Mk II GT40 nagy sikert aratott, a Shelby American győzelmeivel Daytona-ban, Sebringben és Le Mans-ban a Ford megszerezte az International Manufacturer's Championship-et 1966-ban. A Shelby American autók az első (ismét Miles és Ruby) és második helyet szerezték Daytona-ban, elsők Sebringben (Miles és Ruby), és elsők Le Mans-ban (McLaren és Chris Amon), valamint másodikak (Miles és Denny Hulme); mindezeket a 2019-es Ford v Ferrari című film is felelevenítette. Gurney és Grant Sebringben másodikak lettek volna, ha nem romlik el az autójuk az utolsó körben, és Gurney a célvonalig tolta az autót, így automatikusan kizárták őket.
Az 1966-os szezon alatt Shelby és a Ford már egy fejlettebb verziót dolgozott ki a GT40-ből, amelyet a fejlesztés korai szakaszában "J-car"-nak neveztek. 1966. augusztus 17-én, néhány hónappal a Le Mans-i verseny után, Ken Miles életét vesztette, miközben egy J-car volánja mögött végzett sebességtesztet végzett Riverside-ban. A J-car újra lett tervezve, jobb biztonsági funkciókkal és aerodinamikai fejlesztésekkel, és GT40 Mk IV néven vált ismertté. 1967-ben a Mk IV megnyerte azt a két versenyt, amelyen részt vettek, Sebringben és Le Mans-ban. McLaren és Mario Andretti Sebringben nyertek, míg Gurney és A. J. Foyt a Le Mans-t, McLaren és Mark Donohue pedig negyedikek lettek.
Az 1967-es szezon után az FIA megváltoztatta a prototípusokra vonatkozó szabályokat, és a 7.0 literes motor, amelyet a Mk II és Mk IV GT40-ekben használtak, elavulttá vált. A Ford befejezte a Ford Advanced Vehicles csoportot, és Shelby American visszavonult a Világ Sportautó Bajnokságból, az irányítást pedig visszaadta John Wyer J.W. Automotive Engineering cégnek. A JWA GT40-ek 1968-ban és 1969-ben megnyerték a Le Mans-i versenyeket, így a GT40 program rekordot állított fel négy egymást követő győzelemmel (ezt a Porsche 956 csak az 1980-as években tudta megismételni).

### Ford Mustang

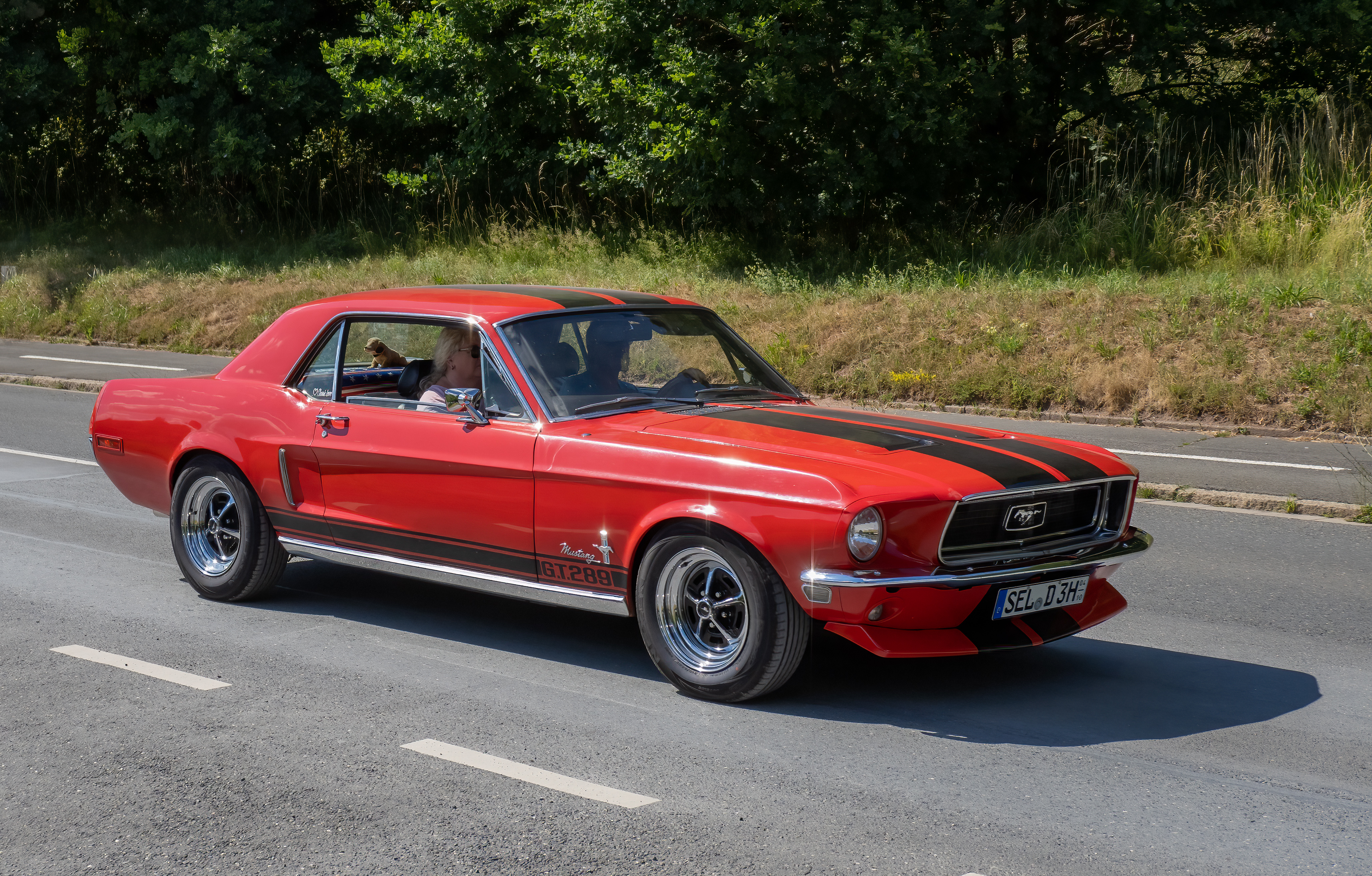
1968 Ford Mustang

Miközben a Shelby American a Cobra és Daytona modellek építésével és versenyeztetésével foglalkozott, 1964 áprilisában a Ford bemutatta az új Mustangot a New York-i Világkiállításon. Lee Iacocca, a Ford alelnöke azt ígérte, hogy az autó "sportautó lesz, amely alkalmas lesz utcai használatra és versenyzésre", a sajtó számára tartott bevezető beszédében. A valóságban azonban az autó sportos képességei nem voltak kiemelkedőek, ezért Iacocca felkérte a Shelby American-t, hogy fejlesszenek ki egy versenyzésre is alkalmas változatot.
Így született meg a Shelby Mustang GT350, amelyhez az alap Ford alkatrészek helyett a Shelby American műhelyében,módosításokkal került beépítésre a frissített beszívó és kipufogó kollektor, karburátor, hátsó híd és fékrendszer.
A GT40-es program munkálatai és a GT350-es sorozat gyártásának növekedésével a Shelby American kifogyott a helyből a Venice-i műhelyükben, így 1965-ben átköltöztek a Los Angeles-i Nemzetközi Repülőtér egyik repülőgép-hangárjába. Az épület még ma is létezik, 1996-ban felújították, és jelenleg a Qantas Freight Cargo Terminal néven működik a 6555 W Imperial Hwy, Los Angeles CA 90045 cím alatt. Az összeszerelés során használt acél sínpályák még részben láthatóak. A GT350 nagy sikerrel szerepelt az SCCA B-Production kategóriájában, három egymást követő évben megnyerve a kategóriát.
1966-ban a Shelby American kínálata bővült, és egy opcionális automata váltó is elérhetővé vált. Shelby híressé vált, amikor speciális kiadású GT350-eseket épített a Hertz számára. A Hertz akkoriban a Ford leányvállalata volt, és amikor a Hertz visszaszállította az autókat a Fordnak, azokat újra eladták a közönségnek "GT350H" néven.

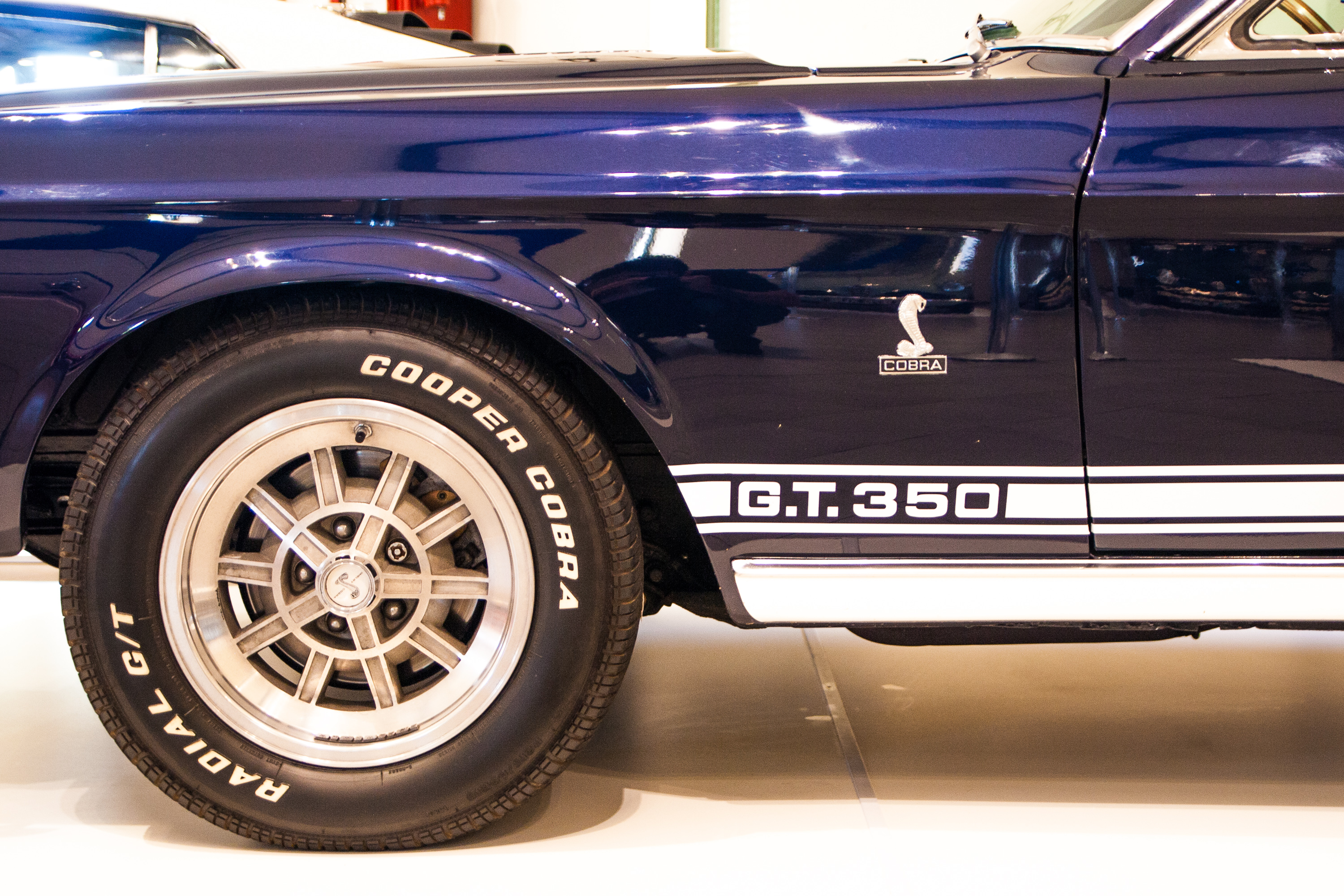
Shelby Cobra GT350-3

1967-re Shelby beépítette a Ford 428 köbci (7,0 L) motorját a Mustangba, létrehozva a "GT500"-at. Az átdolgozott első és hátsó lökhárítók megkülönböztették az 1967-es Shelby Mustangokat az alap Fordoktól, amelyeken alapultak. Shelby külön versenycsapatot indított "Terlingua Racing" néven az 1967-es Trans-American Sedan Championship-en, ahol Jerry Titus megnyerte a bajnokságot egy GT350 volánja mögött.
A Shelby Mustangok eladásai 1966 és 1967 között hatszorosára nőttek, és 1968-ban a Ford arra ösztönözte Shelbyt, hogy költöztesse át a gyártást Kaliforniából Michiganbe, hogy egyszerűsítse a logisztikai folyamatokat, mivel a Ford Mustangokat New Jersey-ből Shelbyhez kellett szállítani. 1967 novemberében a Shelby American műveletei három különálló vállalatra szakadtak: a Shelby Automotive, a Mustang gyártó részleg Livoniába, Michiganbe került, és az igazi gyártás a közeli Ionia városában, az üvegszálas anyagokat szállító A. O. Smith műhelyében folyt. A Shelby Racing Company a LAX repülőtéri hangárból új irodába költözött Torrance-ba, Kaliforniába. A Shelby Parts Company (később Shelby Autosports néven) szintén Torrance-ba költözött, majd később Detroit környékére.
1968 után a Ford átvette a Shelby Mustang tervezésének és gyártásának irányítását, és az 1969-es modellévtől kezdve házon belül folytatta a gyártást. Az 1969-es versenyszezon után a Shelby visszavonult a versenyzéstől. Carroll Shelby 1970 januárjában bejelentette, hogy visszavonul az autóiparból, és a Shelby American, valamint leányvállalatai gyakorlatilag megszűntek.

### Dodge
Carroll Shelby megőrizte Goodyear gumiabroncs-forgalmazójának tulajdonjogát, és 1971-ben megalapította a Shelby Wheel Companyt Gardenában, Kaliforniában, amely utángyártott alumínium kerekeket gyártott és értékesített. Az autóiparból azonban egy időre teljesen visszavonult, és csak 1982-ben tért vissza, amikor régi barátja, Lee Iacocca, aki ekkor már a Chrysler Corporation elnöke és vezérigazgatója volt, felkereste őt egy ajánlattal. A Chrysler azt javasolta, hogy hozzanak létre egy új Chrysler-Shelby Performance Centert Santa Fe Springsben, Kaliforniában (nem messze Dean Moon műhelyétől, ahol az első Cobra-t összeszerelték), hogy Shelby segíthesse a Chrysler mérnökeit abban, hogy nagy teljesítményű változatokat készítsenek autóikból, hasonlóan ahhoz, amit Forddal tett két évtizeddel korábban.

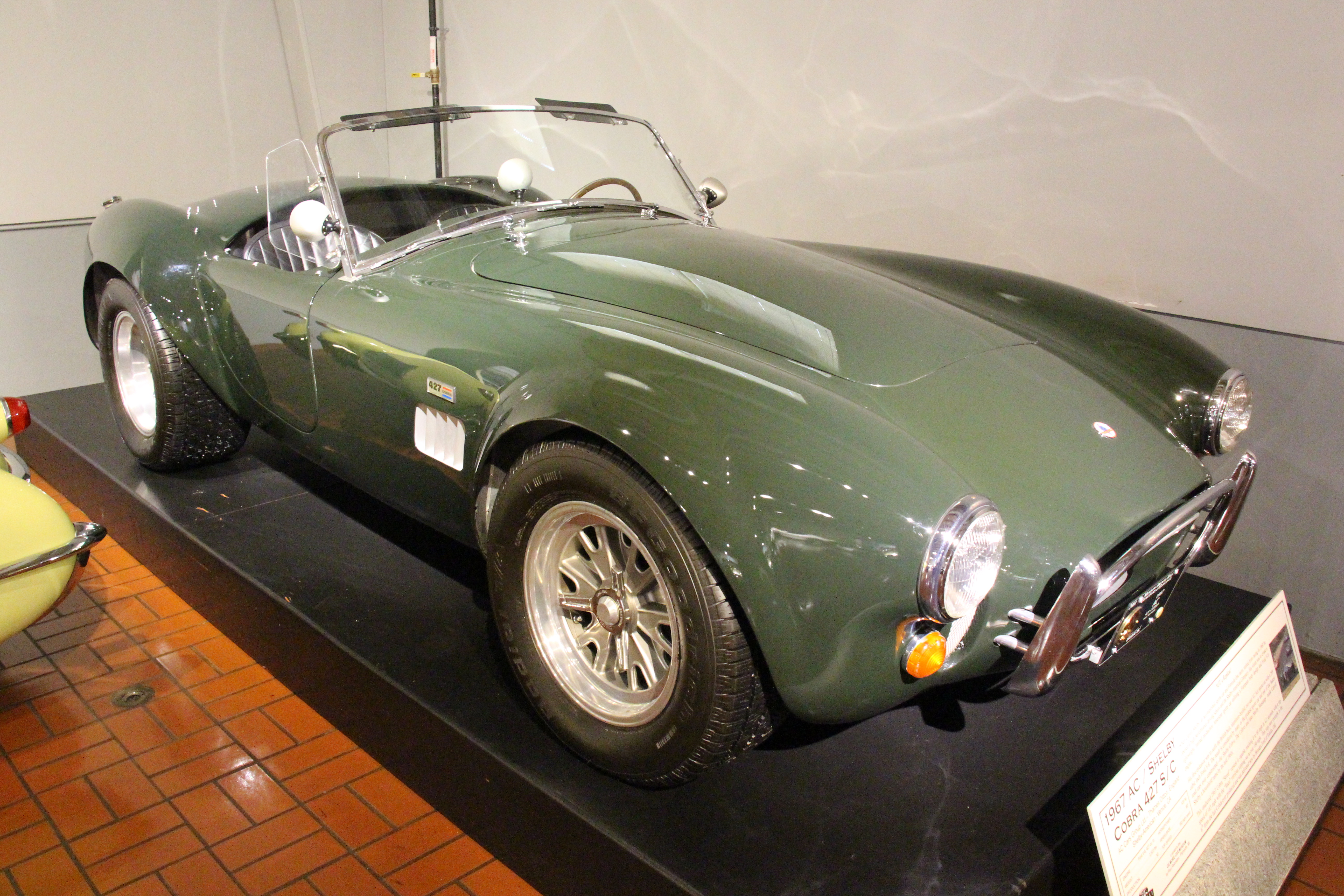
1967 AC Cobra Mk III 427 S-C

Shelby segített az 1983-as Dodge Shelby Charger megalkotásában, amely az elsőkerék-hajtású Dodge Omni kétajtós teljesítményváltozata. 1984-ben Shelby segédkezett az Omni GLH-ban, amelyet Shelby a "Goes Like Hell" kezdeti szöveggel nevezett el. Az elsőkerék-hajtású autókat turbófeltöltős négyhengeres motorok hajtották, a tervezési fejlesztések inkább a kezelhetőségre, mint a teljes teljesítményre összpontosítottak.
A Shelby Charger és Omni GLH sikerét követően Carroll Shelby új céget alapított, amely hasonló volt az eredeti Shelby American-hez. 1983-ban megalapította a Shelby Automobiles, Inc.-t, amely 1985-ben kezdte meg működését egy Whittier-ben található műhelyben, Kaliforniában, a Chrysler-Shelby Performance Center közelében, és Chrysler autók teljesítményváltozatait gyártotta. Az első termékük az 1986-os GLHS volt, amely a magasabb teljesítményű Omni GLH változata. A megnövelt turbónyomásnak és az intercoolernek köszönhetően a GLHS 2,2 literes motorja 175 lóerőt produkált, ami 29 lóerővel több volt, mint a GLH, és körülbelül 85%-kal több, mint az alap Omni. Az új felfüggesztési komponensek javították az autó kezelhetőségét, és teljesítményét tekintve egyenrangúvá tette a V8-as motoros, hátsókerék-hajtású kortársaival a Ford és a General Motors kínálatából, sőt még az 1965-ös Shelby GT350-et is felülmúlta.
A Shelby Automobiles különkiadásokat készített a Dodge Chargerből (1987 GLHS), a Dodge Lancerből (Shelby Lancer), a Dodge Shadow-ból (Shelby CSX) és a Dodge Dakota pickupból (Shelby Dakota), mielőtt 1990-ben megszűnt volna. Carroll Shelby konzultált a Dodge Viper fejlesztésében, de a Shelby Automobiles ugyanúgy megszűnt, mint a Shelby American 20 évvel korábban.

### 1.széria

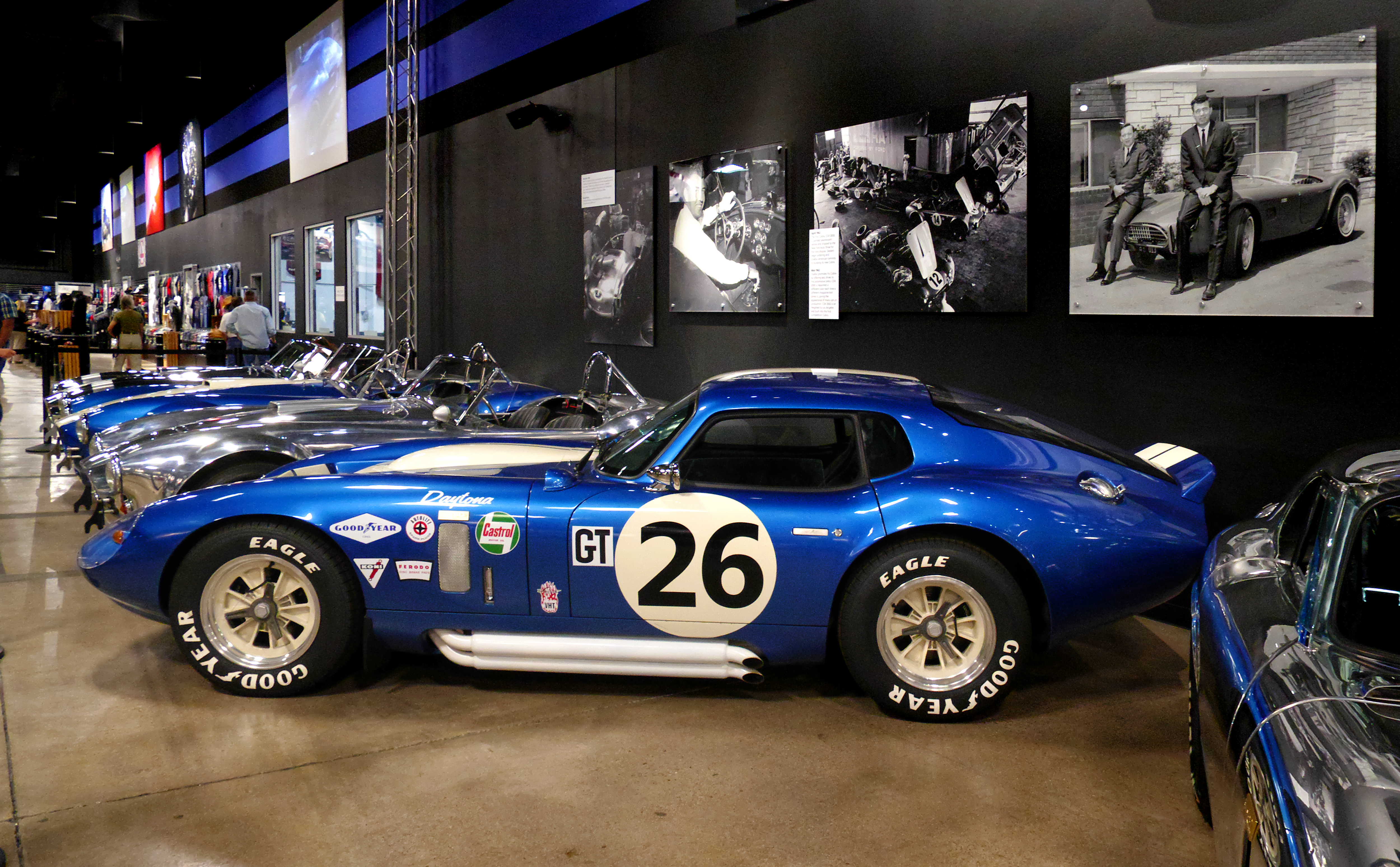
Carroll Shelby Museum. Las Vegas.

Carroll Shelby 1982-ben megalapította a Shelby American Management Companyt, hogy kezelje számos más üzleti vállalkozását. Üzleti partnere, a cég elnöke, Don Landy az 1990-es évek közepén felvetette egy új Shelby márkájú sportautó létrehozásának ötletét. Landy a General Motors Cadillac divízióját keresve megpróbálta meggyőzni őket, hogy a Cadillac legyen az exkluzív motorbeszállítója az új sportautóhoz, mivel a Cadillac épp most kezdte el a "Northstar" névre keresztelt új, dupla overhead camshaft V8-as motor sorozatgyártását. Landyt elutasították, így Oldsmobile-hoz fordult, akik a 4,0 literes verzióját készítették a Northstar motorból az Aurora szedánjuk számára. Az Oldsmobile, amely az 1980-as évek vége óta jelentős eladási visszaeséssel küzdött, úgy látta, hogy Shelby sportautója képes lenne új életet lehelni az Oldsmobile márkába, ahogyan Shelby közreműködése a Dodge Viper esetében is segített a Dodge márka újjáélesztésében.
Így 1995-ben megalakult egy új Shelby American, Inc. Las Vegasban. Don Landyt egy másik üzleti partner, Don Rager váltotta a cég élén, és az új autó tervei a Shelby Gardena-i műhelyében kezdtek formálódni, miközben egy új összeszerelő üzemet építettek a Las Vegas Motor Speedway közelében.
Az új autó, amely a Series 1 nevet kapta, 1997-ben prototípusként szerepelt a Los Angeles-i Autószalonon és a Detroiti Észak-Amerikai Nemzetközi Autószalonon.
A Shelby American előző autógyártó partnereivel ellentétben, a Series 1 pénzügyi támogatása nem közvetlenül a General Motorstól érkezett. Ehelyett egy kiválasztott Oldsmobile kereskedői kapják meg az exkluzív jogot a Series 1 autók értékesítésére, $50,000-os előleggel autóként. Ez a pénzügyi megállapodás 1998-ra fenntarthatatlanná vált, és a Shelby American 75%-os részesedését eladták a Venture Corporation-nak, amely az autó külsejét és sok belső berendezési elemet biztosított. A Cobra replikák gyártása nem tartozott az új tulajdonoshoz való átruházásba, ezt a jogot Shelby megtartotta.
A gépjárműveknek végül 1999 nyarán kezdték meg az ügyfelekhez történő szállítását, de az első példányok gyártási minősége rendkívül gyenge volt. A kész autók szállítása csak 2000 augusztusában folytatódott.
A Venture Holdings 2003-ban csődöt jelentett, miután egyik leányvállalata csődbe ment. Ezt követően Carroll Shelby megalapította a "Carroll Shelby International, Inc." nevű új holdingtársaságot, és a társaságot nyilvános vállalattá tette. Ekkor jött létre egy új Shelby Automobiles, mint az új cég gyártó egysége.
2004-ben a Shelby Automobiles megvásárolta a Shelby American-t és a Series 1 modellhez tartozó eszközöket. 2009. december 15-én Carroll Shelby International sajtóközleményben bejelentette, hogy a Shelby Automobiles nevét "Shelby American"-ra változtatják, hogy megünnepeljék a 427 Cobra és a GT350 45. évfordulóját.

### Cobrareprodukciók

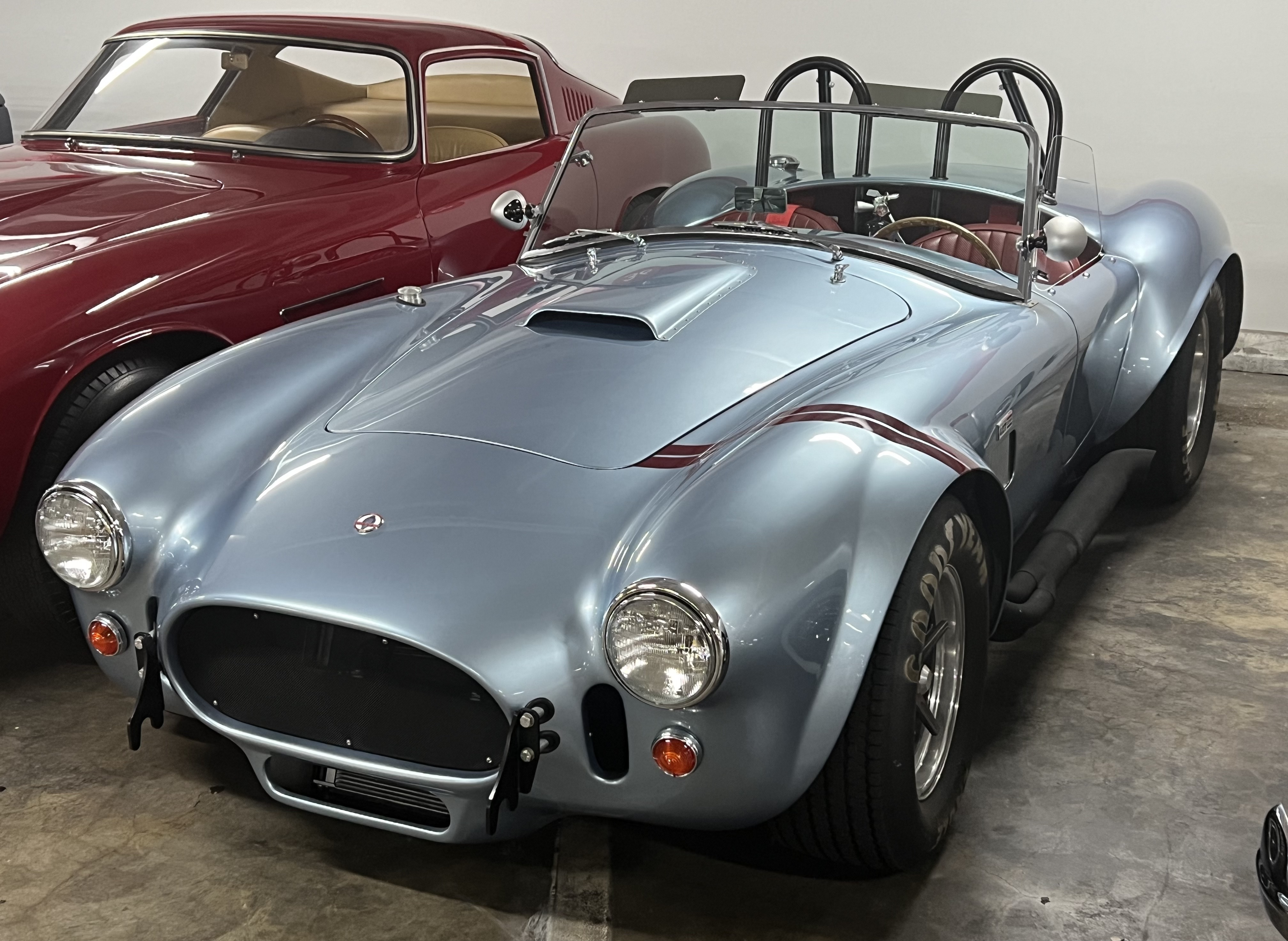
Shelby 427SC Cobra Petersen Automotive Museum

Carroll Shelby International korábban a texasi székhelyű Unique Performance céggel dolgozott együtt új, Mustang alapú Shelby autók, például a GT350SR és az "Eleanor" modellek létrehozásán. 2007. november 1-jén a Farmers Branch rendőrsége rajtaütött a Unique Performance telephelyén VIN (járműazonosító szám) szabálytalanságok miatt, és a cég később csődöt jelentett. Ez lényegében véget vetett a Shelby folytatásos "Eleanor" gyártásának és a két cég közötti kapcsolatnak.

### Modellválaszték
- CSX1000-sorozat: AC Holdings Ltd. vázak és alumínium karosszériák (modern gyártású)
- CSX4000-sorozat: Különböző gyártók, üvegszálas és alumínium karosszéria elérhető
- CSX5000-sorozat: Shelby Series I modellek, 2005-ben építették komponens járművekként
- CSX6000-sorozat: A CSX4000 sorozat folytatása
- CSX7000-sorozat: 289 FIA Cobra roadster
- CSX8000-sorozat: 289 utcai autó
- CSX9000-sorozat: Cobra "Daytona" kupé, kiadva 2009-ben

#### Shelby Múzeum

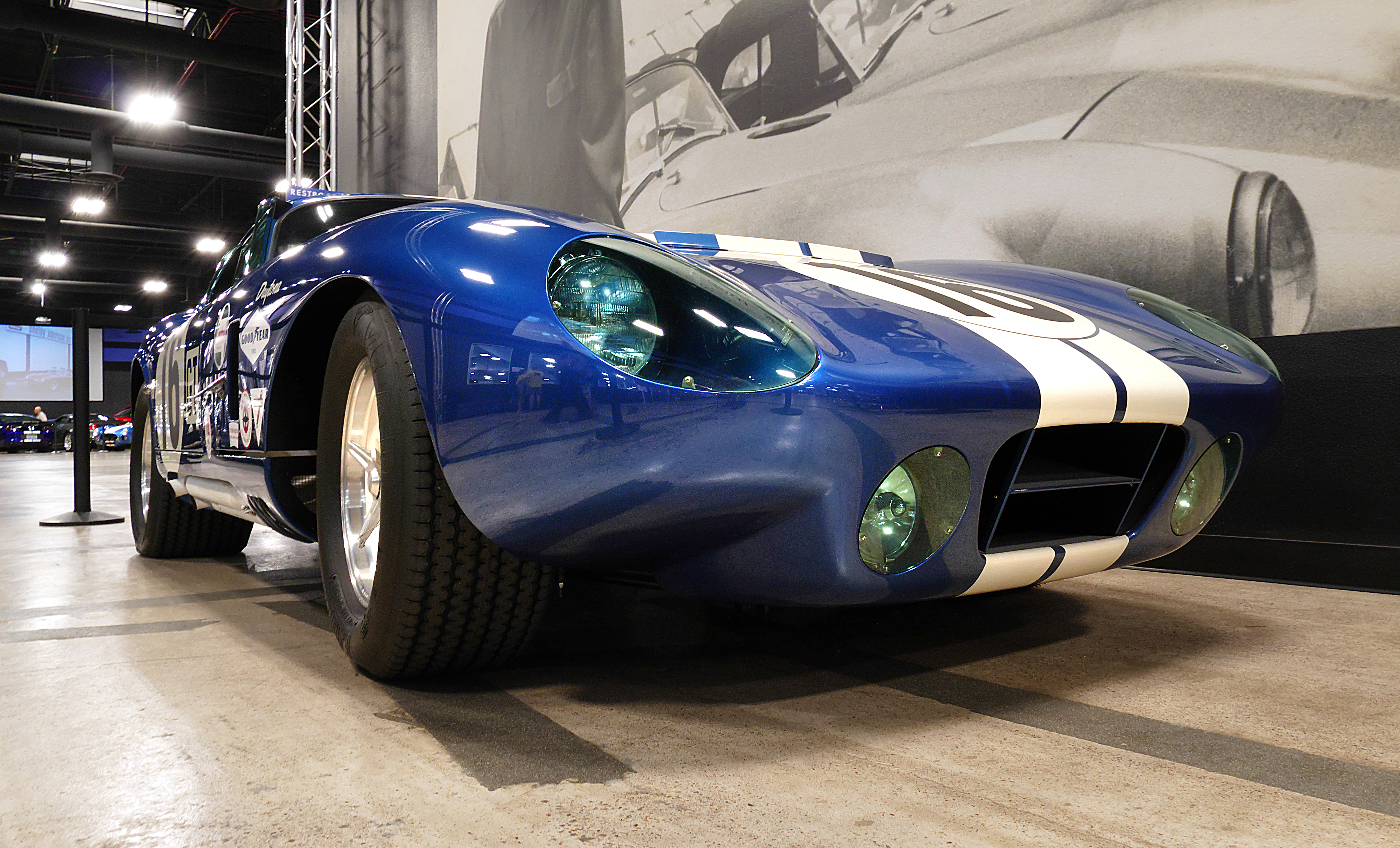

A Shelby Heritage Center Las Vegasban, Nevada államban, az Ensworth utca 6405 szám alatt van. A múzeum széles választékot kínál Shelby járművekből, kezdve az első Cobra CSX2000-tól, a Series 1 prototípusain keresztül egészen a legújabb alkotásokig.

### Globális műveletek
A Ford Mustang hatodik generációjának világszerte történő megjelenésével, beleértve a jobbkormányos piacokat, a Shelby American elkezdett együttműködni a legjobb autó-tuning műhelyekkel nemzetközi szinten. Ezek a partnerségek lehetővé teszik, hogy a külföldi vásárlók ahelyett, hogy az Egyesült Államokból importálnák az autókat, helyben vásárolhassanak Shelby termékeket.

#### Ausztrália
A Mustang Motorsport, amely Victoria államban található, Ausztrália egyetlen hivatalos Shelby átalakító műhelye. A műhely 1990 óta működik, és amerikai Ford autókat importál és alakít át jobbkormányos verzióra. A műhely továbbá magas teljesítményű Mustang alkatrészeket is raktároz és szerel fel. Jelenleg elérhető Shelby modellek: Shelby Mustang GT és Super Snake.

#### Kanada
A Shelby American három hivatalos műhellyel rendelkezik Kanadában: Shelby Canada West Fort Saskatchewanben, Dale Adams Calgaryban, és Xcentrick Autosports Ontarióban, amely a keleti Kanadai régiót szolgálja ki.

#### Európa
A Shelby Europe 2016-ban alakult a GU Autotrade B.V.-vel, egy hollandiai partneri kapcsolat révén. A Shelby teherautókat a GU Autotrade gyártópartnere, a Magna Steyr készíti, míg a Shelby Mustangek gyártását egy másik partner, a TechArt végzi, Leonbergben, Németországban.

#### Új-Zéland
2019-ben a Shelby American együttműködött a Matamata Panelworks-szal, Új-Zéland Északi-szigetén, hogy megalakítsák a Shelby New Zealand-et. Az új-zélandi műhely Shelby teherautókat, Shelby GT-t, Super Snake-t és Wide Body Super Snake-t kínál, a járműveket pedig a kiválasztott Ford kereskedők is forgalmazzák. A műhely továbbá teljesítményfejlesztéseket, átalakításokat, árucikkeket és kiegészítőket is kínál a meglévő Mustang tulajdonosoknak.
A Shelby és Új-Zéland közötti kapcsolatok az 1960-as évekig nyúlnak vissza, amikor a neves autószerelő, új-zélandi John Ohlsen dolgozott Peter Brockkal és Ken Miles-szal az eredeti Daytona Cobra kupén 1964-ben. A Daytona projekt után Ohlsen Shelby főmunkatársává vált az 1964-1965-ös versenyszezonra, és 1966-ig dolgozott Shelby-nél. Új-zélandiak, mint Denny Hulme, Bruce McLaren, és Chris Amon vezettek Shelby csapatában az 1966-os, 34. Endurance Grand Prix-n Le Mans-ban, Franciaországban. Maga Shelby is házasságot kötött (bár rövid időre) egy új-zélandi nővel, Sue Stafford-dal 1963-ban. Shelby alkalmazta Sue apját, Arthur Staffordot is, mint versenymechanikust.

#### Dél-Afrika
A Shelby South Africa 2017-ben alakult Malmesburyben, Nyugat-Kapföldön, és prémium teljesítménycsomagokat kínál a GT és Super Snake platformokhoz. A cég továbbá megkapta a Shelby Cobra, Daytona Cobra Coupe és Ford GT40 forgalmazási jogait is.